# Igreja Presbiteriana Evangélica Coreana na América
A Igreja Presbiteriana Evangélica Coreana na América - em inglês Korean Evangelical Presbyterian Church in America e em coreano 미주복음주의장로회 - é uma denominação presbiteriana, formada em 1997, por igrejas anteriormente vinculadas à Igreja Cristã Presbiteriana, quando esta se dissolveu.
Em 2021 o Rev. Kwang-Chun Jang foi eleito presidente da denominação.

## História
Na década de 1990, a Igreja Cristã Reformada na América do Norte (ICRAN) passou a permitir a ordenação de mulheres. Tal mudança doutrinária levou a formação de denominações dissidentes. Em 1991, um grupo de igrejas cujos membros eram em sua maioria de etnia coreana, sob liderança do Rev. Dr. John E. Kim, se separaram da ICRAN e formaram a Igreja Presbiteriana Cristã (IPC). Em 1993, foi realizado o primeiro sínodo da denominação, que à época era formada por 20 igrejas e 6.000 membros.
Em 1995, o pastor fundador da IPC voltou para a Coreia do Sul e a denominação deixou de existir. Consequentemente, a maioria de suas igrejas foi absorvida pelo Presbitério Coreano do Sudoeste da Igreja Presbiteriana na América. Outras igrejas não fizeram parte desta união e formaram a Igreja Presbiteriana Evangélica Coreana na América, em 1997.
Em 2021 o Rev. Kwang-Chun Jang foi eleito presidente da denominação.

## Estrutura
A denominação é formada por cerca de 4 presbitérios e 26 igrejas.

## Doutrina
A denominação pratica a ordenação de mulheres como missionárias.